# フッ化黒鉛
フッ化黒鉛（ふっかこくえん、英語: graphite fluoride）は、炭素（C）とフッ素（F）の直接反応によって得られる白色の無機ポリマーである。
リチウム一次電池の一種であるフッ化黒鉛リチウム電池の正極として用いられる。

## 生成
フッ化黒鉛は炭素（黒鉛、コークス、不定形炭素など）にフッ素ガスを反応させることで生成する。
{\displaystyle {\rm {nC(s)+{\frac {n}{2}}F(g)\longrightarrow (CF)_{n}(s)}}}